# Albuca setosa
Albuca setosa är en sparrisväxtart som beskrevs av Nikolaus Joseph von Jacquin. Albuca setosa ingår i släktet Albuca och familjen sparrisväxter. Inga underarter finns listade i Catalogue of Life.